# اليكساندر مورينو
اليكساندر مورينو (بالفرنسية: Alexandre Moreno)‏ (3 أكتوبر 1977 بباريس في فرنسا - ) هو لاعب كرة قدم فرنسي في مركز الوسط. لعب مع نادي أنجيه ونادي باو ونادي تريليساك ونادي سيت ونادي غويونيون ونادي لوريان ونادي مولان.

## روابط خارجية
- اليكساندر مورينو على موقع رابطة كرة القدم الفرنسية للمحترفين (الإنجليزية)
- اليكساندر مورينو على موقع قاعدة بيانات كرة القدم.إي يو (الإنجليزية)